# 地圖日記
地圖日記（英語：atlaspost），是臺灣的郭書齊與郭家齊兩兄弟等人於2007年成立的地圖社群網站。其原始概念是利用生活圈社群，讓使用者可以在地圖上以文字、照片、影音記錄與分享的平台，並用其地理位置人際關係進行交友與社群互動。在台灣Web 2.0風潮下利用地圖和使用者日記結合的方式提供的服務，平台上內容的累積皆為使用者產生，透過內容分享與推薦，形成互動式服務平台。地圖日記提供虛擬禮物、互加好友、追蹤即時訊息等社群服務。在表現上，其概念是SNS的衍生，加上地理位置的元素來分隔出特定的區隔。
傳統地圖相關網站皆以資訊型服務為主，如提供使用者美食、旅遊資訊，或導航服務。地圖日記使用地圖來促使社群交友的產生，透過「生活圈」的概念，形成區域式社群。地圖日記的概念，與LBS有部份相似。
地圖日記於2007年年中上線，初期獲得中華民國經濟部「Web 2.0創新服務點子大募集」入選首度曝光。2008年於DEMO創意展（DEMO conference）獲得People's Choice Award。2008年獲得金手指網路廣告獎金獎。
地圖日記透過網路美女票選活動，於2007年快速竄紅。
在2008年facebook於台灣流行後，地圖日記的定位也較轉型為社交型網站。較常與地圖日記對比的網站為噗浪、痞客邦及愛情公寓，皆具有交友社群之特性。愛情公寓以愛情交友為主體，地圖日記發展的是以興趣、分享方式拓展人際關係為主。與大部份web2.0網站相同的是，他們都同樣重視UGC（User Generated Content）的產出，來做為網站本身主要內容。
2010年12月1日，地圖日記被美國最大團購網站Groupon併購Groupon Taiwan名義與媒體見面。2012年1月15日，地圖日記終止所有社群服務（如日記、相簿等），全面轉為團購網站。
2012年，郭書齊、郭家齊離開Groupon Taiwan經營團隊，再次創業。創立好魚網、生活市集、好吃宅配網等分眾型電子商務網站。

## 地理式微型部落格
微型部落格是web2.0常被提及的概念，使用者可以以較簡短的描述，取代以往部落格型式的長篇文章。地圖日記的文章長度介於部落格及微型部落格之間。

## SNS元素
地圖日記上使用者間互動，類似虛擬社群的SNS交流。具體的數字上包含每篇文章的留言量，以及相互的推薦數。

## 網路活動
地圖日記透過網路活動凝聚使用者向心力，及擴大使用者規模。其網路活動，以結合地理位置應用為主。

## 站僕
地圖日記的系統管理員（站長）稱為「站僕」，以企鵝的擬人化形象來更加親和。地圖日記在取得使用者信賴上做了許多努力。營造使用者為主體的感覺非常強烈，也成為地圖日記的特殊文化。

## 群組功能
地圖日記做為「社群」網站的其中一步是建立其上的「群組」功能。群組以學校或興趣來做為分類。功能上並能與原有日記、相簿之主要功能作整合。

## 其他功能
針對社群使用者，地圖日記提供廠商發送試用品服務。此種行銷方式類似類似傳統免費試用品模式，由廠商提供試用品給使用者。

## 美女活動
地圖日記網站以美女活動製造議題，使用者也可以自辦活動來號召更多人來參加，活動的方法也開始出現了一些網站模彷。

## 爭議事件
由於美女票選活動間的競爭，地圖日記本身社群常出現競爭者的互相言語上的批評事件。2008年年底，地圖日記開始針對VIP會員收費，曾造成了一股出走潮。由於地圖日記容易擴散的機制設計，在2009年開始有較越來越多的公司行號用地圖日記當做宣傳工具，也造成社群本身的過度商業化。地圖日記也為解決這個問題，在2009年開始推出一系列的機制，例如會員間人氣及信任度關係的計算，來減少社群被少數會員過度廣告的問題。